# Rick Mackenbach
Rick Mackenbach (Best, 8 mei 1993) is een Nederlands zanger en (musical)acteur. Hij is onder meer bekend van het televisieprogramma Checkpoint. Ook heeft hij diverse malen meegespeeld in televisieseries, films en musicals.
Hij speelt het personage Ortwin in alle drie de films van de serie Mijn vader is een detective. In 2013 speelde Rick samen met o.a. Fajah Lourens in de film Bas & Ben Bang, een film van Sjoerd de Bont.

## Biografie
Mackenbach groeide op in Best, hij heeft twee broers; Ralf en Roel. Hij begon al op jonge leeftijd te zingen en dansen. Hij volgde de havo op het Sint Joris college in Eindhoven. Net als zijn jongere broer Ralf volgde Rick een vooropleiding op Dansacademie Lucia Marthas in Amsterdam.

In 2015 rondde hij een opleiding in 'international business' af. In 2017 begon hij een masteropleiding in Communicatie- en Informatiewetenschappen aan de Tilburg University waar hij in groepsverband werkt aan innovatietrajecten binnen 'The Six' onder begeleiding van assistent professor Ruud Koolen.

## Checkpoint
Vanaf 2010 was Mackenbach te zien als testteamlid in het televisieprogramma Checkpoint. Samen met Tom Berserik en Luara Prins maakte hij zijn opwachting in het derde seizoen hiervan. Na seizoen 7 verliet hij het programma.

## Skilz
Sinds 27 september 2011 is Rick samen met zijn broer Ralf Mackenbach te zien in de Belgische reeks Skilz vtmKzoom. Ze spelen daar twee broers, Oscar en Freek Blommenstein, die de school op zijn kop zetten door allerlei kattenkwaad uit te halen. Rick speelt de rol van Oscar en zijn broer speelt Freek.

## Trivia
- In 2007 speelde Mackenbach samen met onder meer Dzifa Kusenuh in Villa Neuzenroode.[3] In 2010 werkten ze weer samen toen ze allebei een hoofdrol speelden in een aflevering van Verborgen Verhalen[2] en in 2011 waren ze allebei testteamlid in Checkpoint.[4]